# Đánh bom Kabul tháng 8 năm 2019
Một quả bom xe tự sát đã phát nổ tại một trạm kiểm soát bên ngoài đồn cảnh sát ở thủ đô Kabul của Afghanistan vào ngày 7 tháng 8 năm 2019. Vụ nổ xảy ra vào sáng sớm, tại một khu phố chủ yếu của người Shia sinh sống ở phía tây Kabul. Ít nhất 14 người đã thiệt mạng và 145 người bị thương, chủ yếu là thường dân. Taliban đã nhận trách nhiệm về vụ tấn công, với lý do một trong những kẻ đánh bom tự sát của họ đã tấn công "một trung tâm tuyển dụng". Vụ tấn công xảy ra khi các cuộc đàm phán đang diễn ra giữa Taliban và Hoa Kỳ đang được tiến hành.

## Bối cảnh
Sau vụ tấn công ngày 11 tháng 9, Hoa Kỳ yêu cầu Taliban giao nộp Osama bin Laden, cựu lãnh đạo của nhóm khủng bố Al-Qaeda. Sau khi Taliban từ chối, Lực lượng Vũ trang Hoa Kỳ, với sự hỗ trợ của Anh, đã thực hiện nhiều vụ đánh bom vào lực lượng Taliban. Điều này dẫn đến Chiến tranh ở Afghanistan và Hoa Kỳ giành được sự ủng hộ từ Canada, Úc, Pháp và Đức. Cuộc chiến dẫn đến ít nhất 244.000 thương vong của thường dân ở Afghanistan, Iraq, Pakistan, Somalia, Yemen, Syria và các quốc gia khác được nhắm mục tiêu trong cuộc chiến và trong Cuộc chiến chống khủng bố. Taliban vẫn có quyền kiểm soát 59 quận, mặc dù đã bị Hoa Kỳ loại bỏ khỏi quyền lực vào năm 2001.
Trong những năm qua, Hoa Kỳ đã đàm phán với Taliban để chấm dứt chiến tranh, với một giải pháp khả thi liên quan đến việc rút quân Mỹ trước cuộc bầu cử tổng thống Hoa Kỳ năm 2020 được đề xuất vào tháng 7 và tháng 8 năm 2019. Bất chấp các cuộc đàm phán hòa bình đang diễn ra, Taliban đã nhắm mục tiêu vào dân thường sẽ tham gia bầu cử tổng thống Afghanistan 2019  trong các cuộc tấn công khác nhau được thực hiện trong nửa đầu năm 2019. Nhóm này đã đe dọa sẽ làm gián đoạn cuộc bầu cử vào ngày 6 tháng 8, gọi cuộc bầu cử là "vô giá trị" vì nó không có tính hợp pháp.
Đây không phải là lần đầu tiên một đồn cảnh sát được Taliban chọn làm mục tiêu. Vào tháng 4 năm 2019, một cuộc tấn công lớn đã được Taliban thực hiện ở phía tây Afghanistan, trong đó 30 binh sĩ và cảnh sát đã thiệt mạng. Một sự kiện tương tự xảy ra vào ngày 27 tháng 7 năm 2019 khi một quả bom tự sát gần trụ sở cảnh sát ở tỉnh Ghazni đã giết chết ba sĩ quan cảnh sát và làm bị thương 12. Phái đoàn Hỗ trợ Liên Hợp Quốc tại Afghanistan đã tuyên bố rằng tháng 7 năm 2019 là nghiêm trọng nhất ở Afghanistan kể từ tháng 5 năm 2017 do sự gia tăng thương vong dân sự.
Trường đào tạo quân sự được nhắm mục tiêu cũng phục vụ như một trung tâm tuyển dụng cho lực lượng an ninh.

## Hậu quả
Giám đốc điều hành Afghanlistan Abdullah Abdullah đã lên án vụ tấn công, nói rằng nó nhằm mục đích phá vỡ cuộc bầu cử tổng thống Afghanistan sắp tới. Công sứ Hoa Kỳ Zalmay Khalilzad đã lên án vụ tấn công.